# Thelotrema granatum
Thelotrema granatum är en lavart som beskrevs av August von Krempelhuber 1875. 
Thelotrema granatum ingår i släktet Thelotrema och familjen Thelotremataceae. Inga underarter finns listade i Catalogue of Life.